# Exalloniscus albus
Exalloniscus albus är en kräftdjursart som först beskrevs av Dollfus 1898.  Exalloniscus albus ingår i släktet Exalloniscus och familjen Oniscidae. Inga underarter finns listade i Catalogue of Life.